# Кухальська Галина Миколаївна
Галина Миколаївна Кухальська (нар. 11 січня 1951, хутір Чешуни Вітебської області Білоруської РСР) — радянська і білоруська актриса театру і кіно.

## Біографія
Галина Кухальска народилася 1951 року на хуторі Чешуни Поставського району Вітебської області Білоруської РСР.
У 1971 році вона дебютувала у фільмі «Віриш, не віриш».
У 1972 році закінчила Білоруський театрально-художній інститут (курс А. В. Бутакова).
З 1972 року Галина Кухальська працювала в театрі імені Якуба Коласа (Вітебськ).
У 1974 році переїжджає до Мінська і починає працювати в Білоруському республіканському театрі юного глядача, де пропрацювала до 2004 року.

## Творчість

### Ролі в театрі

#### Білоруський республіканський театр юного глядача
- «Маленький лорд Фаунтлерой» — Мама
- «Жорстокі ігри» — Неллі
- «Дорога до Вифлеєму» — Марія
- «Полліанна» — Місіс Тому Пейсон
- «Як гартувалася сталь» — Ріта
- «Юність батьків» — Єфимчик
- «Анчутка» — Баба Яга
- «Петер Мунк» — Мама
- «Вигнання і вбивство Жана-Поля Марата» — Шарлотта Корде
- «Створила диво» — Місіс Келлер

#### Республіканський театр білоруської драматургії «Вільна сцена»
- «Річард III» — Королева Маргарита

### Фільмографія
1. 2014 — Щасливий шанс — Антоніна Семенівна
2. 2014 — Замок на піску — Олена В'ячеславівна
3. 2014 — Лікарка — сусідка
4. 2014 — Білі Роси. Повернення — Фаїна Іванівна
5. 2013 — Зведена сестра — дама
6. 2013 — Заради тебе — Мар'я
7. 2013 — Привіт від «катюші» — епізод
8. 2013 — Відбиток любові — Ніна Іванівна
9. 2013 — Вона не могла інакше — епізод
10. 2012 — Серце не камінь — тітка Зіна
11. 2012 — Псевдонім «Албанець» — 4 - мати Олени
12. 2012 — Прикмета на щастя — Ганна Степанівна
13. 2012 — Джерело щастя — Ганна Іллівна
14. 2012 — Випробування вірністю — Світлана
15. 2012 — Во саду чи, в городі — епізод
16. 2011 — Half-Life (короткометражний)
17. 2011 — Біля річки два береги-2 — Лариса Юріївна
18. 2011 — Не шкодую, не зову, не плачу — епізод
19. 2011 — На роздоріжжі — епізод
20. 2010 — У річки два береги — мати Андрія
21. 2010 — Журов-2 — Белошнікова
22. 2009 — Суд — Віра Іллівна
23. 2009 — Сьомін
24. 2009 — Кадет — Марія
25. 2009 — Детективне агентство «Іван да Мар'я» — Віра Іванівна
26. 2009 — Вовки — дружина Кузьмича
27. 2008 — Стиляги — епізод
28. 2008 — На світі живуть добрі і хороші люди — епізод
29. 2008 — Любов як мотив
30. 2004 — Фабрика мрій — епізод
31. 2002 — Каменська-2 — лікарка
32. 2002 — Закон
33. 2001 — Подаруй мені місячне сяйво — епізод
34. 1999 — Шанувальник — епізод
35. 1996 — Птахи без гнізд — Міклашевич
36. 1994 — Шляхтич Завальня, або Білорусь у фантастичних оповіданнях — епізод
37. 1994 — Квіти провінції — мати Адася
38. 1992 — Хрест на Землі і місяць в небі — Люба
39. 1989 — Під небом блакитним...
40. 1988 — Повістка до суду — Валентина
41. 1987 — Останній день матріархату | біл. Апошні дзень матрыярхату — Галина Костянтинівна
42. 1981 — Його відпустка — епізод
43. 1979 — Гість (короткометражний) — Галя
44. 1971 — Віриш, не віриш — сусідка Саші